# بئاتریس لورنزین
بئاتریس لورنزین (انگلیسی: Beatrice Lorenzin؛ زادهٔ ۱۴ اکتبر ۱۹۷۱) یک سیاست‌مدار اهل ایتالیا است.